# Карасёв, Вадим Юрьевич
Вади́м Ю́рьевич Карасёв (укр. Вадим Юрійович Карасьов; род. 18 мая 1956, Коростышев, Житомирская область) — украинский политолог и политик. Был советником вице-премьера (1999 и 2001—2002) и внештатным советником главы Секретариата президента Украины (2006—2010). Один из лидеров партии «Единый Центр».

## Биография
Окончил Харьковский государственный университет по специальности политическая экономия, а затем аспирантуру.
В 1986—1996 годах преподавал в университете политэкономию и политологию. Затем был первым заместителем директора Харьковского филиала Национального института стратегических исследований (1996—2002).
С 2003 года — директор Института глобальных стратегий.
С 1992 года занимается политическим консалтингом. В качестве политтехнолога участвовал в предвыборных кампаниях 1994—2010 годов. На президентских выборах 1999 года был руководителем идейно-аналитической группы избирательного штаба Леонида Кучмы. Кроме того, был советником вице-премьера (1999 и 2001—2002) и внештатным советником главы Секретариата президента (2006—2010).
На парламентских выборах 2006 года был кандидатом в народные депутаты: шёл под вторым номером избирательного списка партии «Вече», однако партия не смогла преодолеть трёхпроцентный барьер. В июле 2010 года вступил в партию «Единый центр», а в следующем месяце стал одним из её лидеров. На парламентских выборах 2012 года баллотировался в Верховный Совет по одномандатному округу № 217 в Киеве, но проиграл Александру Бригинцу.
С 2014 года регулярный участник телевизионных политических ток-шоу на украинских и российских федеральных телеканалах. В декабре 2019 года стал ведущим ток-шоу «Чёрный лебедь» на телеканале NewsOne.
11 апреля 2025 года внесён в санкционный список Украины против «пропагандистов войны и тех, кто оправдывает Россию».

## Книги
- «Мысль со скоростью политики» (2002)
- «Мысль со скоростью революции» (2005)
- «Мысль со скоростью 2005. Свидетельства политолога» (2006).